# Eric Sucky
Eric Sucky (* 23. August 1968) ist ein deutscher Logistikwissenschaftler. Er ist Inhaber des Lehrstuhls für Betriebswirtschaftslehre, insbesondere Produktion und Logistik der Universität Bamberg.

## Leben
Sucky studierte, nachdem er nach dem Abitur eine Ausbildung zum Industriekaufmann absolviert hatte, Betriebswirtschaftslehre an der Johann Wolfgang Goethe-Universität in Frankfurt am Main. Er promovierte 2003, war dann Assistenzprofessor in Frankfurt und habilitierte sich 2007.

## Werk
Sucky hat in einer großen Reihe namhafter Fachzeitschriften publiziert, darunter im International Journal of Production Economics, in Computers & Operations Research und im European Journal of Operational Research.
- Koordination in Supply Chains: Spieltheoretische Ansätze zur Ermittlung integrierter Bestell- und Produktionspolitiken, Verlag DUV, 2004, ISBN 3-8244-8032-8[3]

## Auszeichnungen
Sucky erhielt mehrere Auszeichnungen, darunter
- den Dissertationspreis 2004 der Gesellschaft für Operations Research e. V. und der Industrie- und Handelskammer (IHK) Frankfurt am Main
- die Auszeichnung der Hessischen Verwaltungs- und Wirtschafts-Akademie für herausragende Leistungen in der Lehre als bester Dozent (2004 und 2005 und 2006)